# ローレンツ・パシュ (子)
ローレンツ・パシュ（Lorenz Pasch、同名の画家の父親と区別するために、Lorens Pasch the Younger(スウェーデン語では Lorenz Pasch den yngre)とも、1733年6月6日 - 1805年4月29日）は、スウェーデンの肖像画家である。

## 略歴
ストックホルムで生まれた。父親のローレンツ・パシュ(Lorenz Pasch the Elder:1702–1766)も肖像画家で、叔父のヨハン・パシュ(Johan Pasch:1706–1769) はスウェーデン王室の宮廷画家を務めていた。妹のウルリカ・パシュ(Ulrika Pasch:1735-1796)も画家になった。
父親の希望で10歳からウプサラで牧師になる教育を受けたが、画家を目指し、父親のスタジオで修業をした後、叔父のヨハンの勧めでコペンハーゲンに移り、3年間デンマーク王立美術院のカール・グスタフ・ピロに学んだ。1758年からパリに移り、ウスタシュ・ル・シュウールやフランソワ・ブーシェのもとで修業した。パリではスウェーデン出身の肖像画家、アレクサンドル・ロスラン(1718-1793) と親しくなった。
1766年にスウエーデンに帰国し、ギョーム・タラヴァルによって設立された美術学校(スウェーデン王立美術院に発展する。)で技術を披露した。スウエーデンに帰国すると肖像画家として、宮廷の人々の人気を得て、多くの注文を得た。国王、アドルフ・フレドリクや王妃の援助を受けるようになった。1773年からスウェーデン王立美術院の教授に任じられた。1793年からカール・グスタフ・ピロ(1777年からスウェーデン王立美術院の校長になった)の後任としてスウェーデン王立美術院の校長になった。

## 作品

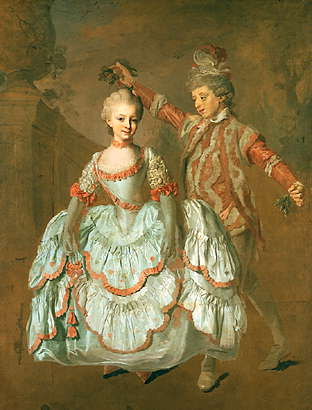
踊る子供達 (1760)
ルイーゼ・ウルリーケ・フォン・プロイセン (1775)
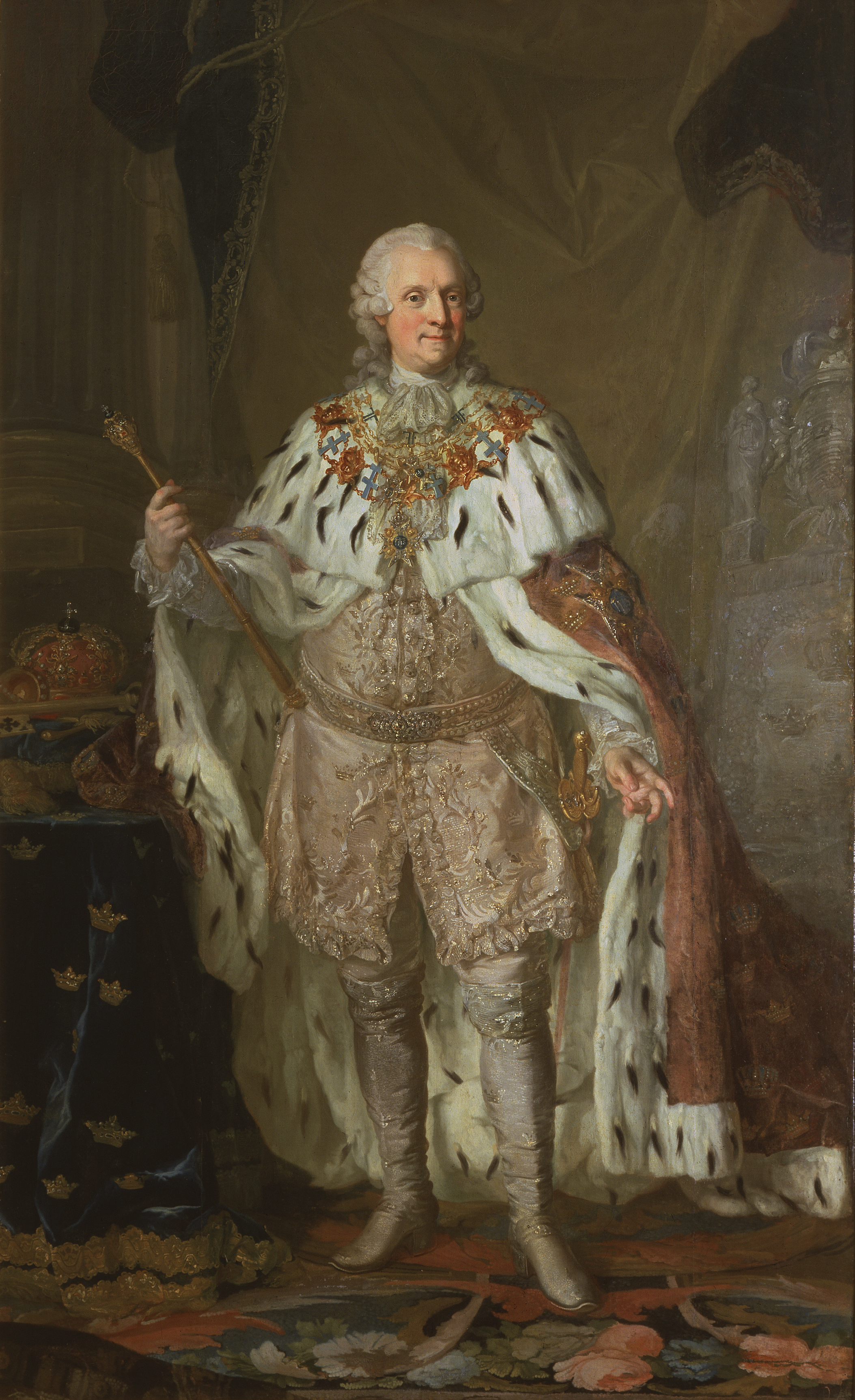
アドルフ・フレドリク (スウェーデン王)
グスタフ3世 (スウェーデン王) (1777)